# Diogo Antunes de Oliveira
Diogo Antunes de Oliveira (sinh ngày 20 tháng 10 năm 1986) là một cầu thủ bóng đá người Brasil.

## Sự nghiệp câu lạc bộ
Diogo Antunes de Oliveira đã từng chơi cho Vegalta Sendai.